# La vita con Louie
La vita con Louie (Life with Louie) è un cartone animato raccontato da Louie Anderson in persona. La proprietà della serie passò alla Disney nel 2001, quando la Disney acquisì Fox Kids Worldwide. La serie non è disponibile su Disney+.

## Personaggi
- Louis 'Louie' Anderson
- Mike Grunewald and Jeannie Harper
- Andrew 'Andy' Anderson
- Aura Anderson
- Tommy Anderson
- Glen Glenn
- Henrietta Shermann
- Pepper -
- Sid Anderson, John Anderson, Danny Anderson, Peter Anderson
- Mr. Jensen, Earl Grunewald, Gus Williams
- Laura Anderson, Carol Anderson, Julie Anderson

## Episodi
1. A Christmas Surprise for Mrs. Stillman
2. Dad Gets Canned
3. Lake Winnibigoshish
4. Raindrops Keep Falling on My Bed
5. A Fish Called Pepper
6. Behind Every Good Coach
7. Pains, Grains, and Allergy Shots
8. The Fourth Thursday in November
9. Tracks of My Deers
10. When Cedar Knoll Freezes Over
11. A Fair to Remember
12. Born a Rambler Man
13. Caddy on a Hot Tin Roof
14. Summer of My Discontent
15. Anderson Ski Weekend
16. Roofless People
17. How to Succeed in Washington Without Really Trying
18. Mr. Anderson's Opus
19. An Anderson Dozen
20. Buzz Stop
21. For Pete's Sake
22. The Masked Chess Boy
23. The Good, the Bad, & the Glenns
24. Kazoo's Coming to Dinner
25. The Thank You Note
26. Louie's Gate
27. The Making of a President
28. Military Reunion
29. Go Packers
30. The Undergraduate
31. Louie's Harrowing Halloween
32. Mr. Louie's Wild Ride
33. Close Encounters of the Louie Kind
34. The Kiss is the Thing
35. Family Portrait
36. Blinded By Love
37. Do it or Donut
38. Project: Mother's Day
39. Alive! Miracle in Cedar Knoll, Wisconsin